# Speak of the Devil (album Chrisa Isaaka)
Speak of the Devil – siódmy studyjny i ósmy w ogóle album Chrisa Isaaka wydany w roku 1998 nakładem Reprise Records.

## Lista utworów
Wszystkie piosenki został skomponowane przez Chrisa Isaaka; wyjątki zostały zaznaczone.
1. "Please" – 3:34
2. "Flying" – 3:08
3. "Walk Slow" – 3:01
4. "Breaking Apart" (Isaak, Diane Warren) – 3:45
5. "This Time" – 3:12
6. "Speak of the Devil" – 3:30
7. "Like the Way She Moves" – 2:49
8. "Wanderin'" – 2:42
9. "Don't Get So Down on Yourself" – 3:11
10. "Black Flowers" – 2:43
11. "I'm Not Sleepy" – 2:36
12. "Lonely Nights" – 2:09
13. "Talkin' About a Home" – 4:44
14. "Super Magic 2000" – 3:45